# Организационная идентичность
Организационная идентичность —  культурное, социальное, реляционное и индивидуальное изображение самоопределения индивида. Сложная идентичность включает групповое членство, а также межличностное и индивидуальное осмысление вовлеченности. 
Идентичность — яркий калейдоскоп как постоянных, так и динамических характеристик.
Изучение проблем идентичности в коммуникации — это серьезный вызов и, кроме того, полезная инициатива.
Понимание того, как индивиды определяют себя и как другие определяют других исходя из членства в множестве групп, может помочь индивиду более успешно общаться с представителями разных групп и культур.

## Теория организационной идентичности
Теория организационной идентичности исследует механизмы, при помощи которых формируется самовосприятие работника и его привязанность к рабочему месту. Теория получила начало в символическом интеракционизме. Теория рассматривает, каким образом значения, язык и мысли конституируют чувство принадлежности к организации. Она также изучает, каким образом постоянный процесс «обновления» идентичности содействует развитию моделям контроля в организациях. Теория нашла изучение в множестве организационных дисциплин, начиная от множества теоретических и методологических направлений. Исследования теории объясняют идентичность как процесс и продукт интеракции.
Теория постулирует, что рабочее место это не просто место, где выполняются поручения и разделяется труд. Участие в жизни организации — это важный механизм, при помощи которого индивиды осуществляют и укрепляют предпочтительные для них представления о самих себе. Исполнение групповых и организационных характеристик – это единственный способ, при помощи которого индивиды пытаются управлять связанностью или, наоборот, отдаленностью от социальных институтов. При помощи приспособления или наоборот сопротивления социальным значениям различных идентификационных характеристик (например, быть врачом, сантехником, юристом), индивиды могут равняться на предпочитаемые представления о себе и отдалять себя неприятных им характеристик.
Подобно множеству социально-психологических теорий, теория начинает с допущения, что люди способны управлять отношениями и частично задачами при помощи создания моделей себя, мира и себя в мире. Обычно определяемая как сумма глубинных внутренних устойчивых характеристик, идентичность включает в себя социальные категории группового членства. Эти категории обычно используются людьми для создания значений того, кем люди являются в отношении с другими в определенном окружении. Эти категории могут относиться к областям внутри и за границами организации. Например, в зависимости от индивидуального окружения личности, самоопределение работника может быть наполнено некоторыми отдельными или частично совпадающими категориями, такими как бухгалтер – «женщина, работающая в бухгалтерском отделе», «волонтер на безвозмездных условиях», «мама» и т.д. Принадлежность к этим категориям может быть более или менее очевидной (например, раса и этническая принадлежность)  и может находиться в зоне осведомленности коллег по работе или вне её (сексуальная ориентация).
Идентичности не даются и не являются врожденными, а социально конституируются через интеракцию. По существу идентичности  на работе конституируются посредством поведения, но идентичности никогда не являются постоянными и перестраиваются посредством непрерывной интеракции во множестве институциональных сфер (например, государстве, семье, школе, церкви), все из которых имеют свои собственные организационные элементы. Существенно то, что некоторые характеристики идентичности ограничивают оценку в большей или меньшей степени, чем иные характеристики в данном социокультурном контексте.
Значения, связанные с определенными организационными идентичностями никогда не закреплены, но наоборот уязвимы для изменений, таким образом все идентичности конструируются и реконструируются  в дискурс: обычно в отношениях с другими, зачастую соперничающими идентичностями. Диалогические подходы к теории организационной идентичности демонстрируют некоторые исходные перспективы для понимания роли идентификации в конфликтах, а также изучения совпадений множественных идентичностей, которые зачастую можно отметить в общественной и повседневной жизни (Cliff Scott).

## Межличностный интеракционистский подход
В соответствии с теорией обсуждения идентичности (ТОИ) Стеллы Тинг-Туми (Stella Ting Toomey, 2005), созданной в 1986 и обновленной в 2005, человеческие существа любой культуры имеют потребность в уважении к своей идентичности в процессе коммуникации. Особенности культурной идентичности определены как эмоциональные значения, которые индивиды соотносят с чувством принадлежности или членства в более широкой национальной культуре. Особенностью этнической идентичности является субъективная преданность и лояльность к группе — большой или малой, социально доминантной или второстепенной — с той, в которой присутствуют потомственные связи.
Способы, которыми индивиды могут улучшать своё понимание идентичности, уважение и взаимные положительные оценки друг друга — это важная проблема, требующая разрешения в этом подходе. Для иллюстрации, два теоретических допущения ТОИ утверждают, что:
1. Основная динамика идентичности групповой принадлежности человека (например, культурного или этнического членства) и индивидуальной идентичности (например, уникальных отличительных черт) формируется посредством символической коммуникации с другими;
2. индивиды во всех культурах или этнических группах имеют основные мотивационные нужды для безопасности идентичности, а также её включения, предсказуемости, связи и целостности.

Стратегии поддержания идентичности, такие как внимание, выслушивание, диалог, подтверждение и настоятельно включенное поведение — это продуктивные шаги, которые могут развивать качество межгрупповых отношений.

## Теория культурных контрактов
Теория культурных контрактов Рональда Джексона (Ronald Jackson, 2005) была создана в 1999 и вновь обновлена в 2005. Она рассмотрела термин договоренности о культурной идентичности как конвенциональный процесс, в котором индивиды выискивают потенциальную пользу или возможные потери от интерпретаций собственных культурных воззрений или выборов идентичности.
Заключение культурного договора относится к образцам норм, правил и взаимодействий, которые управляют ежедневным поведением. Существует три типа договора: «готовые к подписанию» договоры (необсуждаемые договоры с ожиданием уподобления) квази-законченные договоры (предлагающие возможности для частичного обсуждения идентичностей и реляционной согласованности) и совместно созданные договоры (предлагающие возможности для обоюдного обсуждения и оценки идентичности). Если культурные договоры разорваны, существуют реляционные взыскания, связанные с нарушением «правил». Два пункта в теории демонстрируют следующие предположения: (1) личные истории актора и предыдущие интеракции влияют на то, насколько он будет открыт к обсуждению идентичности с другими. Договор будет заключен или «получен», если имеется сильное желание или нужда в отношении него, даже если он принудительно подписан во имя выживания.

## Макросоциальные критико-интерпретативные подходы
Теория культурной идентичности Мэри Джейн Коллиер (Mary Jane Collier, 2005) была создана в 1988, и её последняя версия появилась в 2005. Она определила культурную идентификацию как разделяемые положения и ориентации, очевидные в множестве коммуникативных форм. Отталкиваясь от комбинированных объяснительных и критических перспектив, ей удалось привести свою теорию в соответствие с семью теоретическими допущениями. Два допущения заключаются в том, что культурные идентичности формируются через процессы признания (собственных мнений) и соотнесения (взглядов, которыми располагают равные) с интенсивностью, с которой определенные культурные идентичности признаются и соотносятся в зависимости от ситуации, контекста, темы и взаимоотношений. Автор теории также включила критические направления теорию с масштабной целью раскрыть проблемы социальной несправедливости и властного неравенства в более широкой иерархической структуре общества.
Март Орбе (Mark Orbe, 1998) совместно с Региной Спеллерс (Regina Spellers, 2005) усилили базу общей культурной теории с целью понимания различных путей интеракции, в которых маргинализированные и общекультурные индивиды обсуждают свои повседневные идентичности. Два центральных допущения ведут к критической теории:
1. Иерархическая структура существует в каждом обществе, дающем привилегии определенным группам людей.
2. Доминантные члены группы, основываясь на привилегиях различных групп, занимают властные позиции, которые они могут использовать для создания коммуникационных систем, усиливающих сферы их собственного опыта (Stella Ting-Toomey, 2005).

## Теория социальной идентичности
Центральной идеей теории социальной идентичности является  утверждение о том, что люди имеют устойчивую мотивацию к сохранению и приобретению положительной социальной идентичности. Теория социальной идентичности первоначально рассматривала объяснения социального сотрудничества, конфликта и изменений в отношениях. Впоследствии теория выросла в основной подход к рассмотрению групповых процессов и отношений между группами.
Важно отметить, что в соответствии с теорией социальной идентичности, группы различаются в статусах. Статус воспринимается как нечто более или менее субъективно легитимное и постоянное, в то время как групповые границы могут быть более или менее проницаемыми. Таким образом, люди могут различаться по своим обязательствам по отношению к группе, в которую они входят. 5 типов подобных различий оказывают давление на индивидуальный мотив положительной социальной идентичности, которое, в конечном счете порождает три типа управления стратегией идентичности — социальную мобильность, социальное соперничество и социальное творчество.
Социальная мобильность является стратегией, которая используется индивидами с целью создания положительной социальной идентичности посредством как перемещения одной социальной группы в статусной иерархии вверх (по сравнению с членами другой группы), так и подтверждении ограниченной ассимиляции членов группы более низкого статуса. Критической предпосылкой для социальной мобильности является убежденность в проницаемости границ группы, которая обычно порождается недостатком обязательств по отношению к одной группе и уверенностью в том, что статус иной группы более стабилен и привлекателен.
Социальное соперничество (обычно соотносящееся с социальными изменениями) — это коллективная стратегия, которая ставит перед собой цель изменить социальный порядок в отношении членов другой группы или подорвать социальные перемены против членов основной группы. Нестабильность представляется критической переменной, которая подстегивает попытки индивидов к социальным изменениям.
Социальное творчество — это коллективная стратегия, в соответствии с которой члены второстепенной группы стремятся сохранить положительную идентичность вопреки весьма стабильному социальному статусу. Члены доминантной группы стремятся дистанцироваться от групп с более низким статусом. Предварительные условия для социального творчества одинаковы с условиями социального соперничества (исключая веру в то, что социальный статус группы является стабильным). Члены доминантной группы скорее всего будут заниматься социальным творчеством в тех обстоятельствах, когда у них есть статус, но нет власти.
В последнее время теория социальной идентичности расширяет свои теоретические границы с целью также принимать во внимание отображения большинства и меньшинств в медиа, а также образцы использования медиа. Исследователи обнаружили, что люди используют те медиа, которые удовлетворяют их социальным идентичностям, а отображения меньшинств в медиа обычно оказывают влияние в практически стереотипном направлении. Была предложена гипотеза о том, что образцы использования медиа отражают управление стратегиями социальной идентичности и изменения в данных стратегиях скорее управляются поступающей в медиаинформацией, что заставляет людей изменять собственное восприятие законности и стабильности отношений между родственными группами. Интерактивная метатеория была улучшена и расширена до одной из форм теории самокатегоризации, которая использовалась для объяснения, помимо прочего, социального влияния, стереотипизации и подтверждения лидерства. В рамках коммуникации теория самокатегоризации использовалась для объяснения восприятия третьих лиц, формирования группового статуса в рамках небольших интерактивных групп и использования языка лидерами с целью демонстрации власти и влияния (Scott Reid).